# Lotus 95T
Chronologie des modèles (1984)
Lotus 94T Lotus 97T
La Lotus 95T est une monoplace de Formule 1 engagée par l'écurie britannique Lotus dans le cadre du championnat du monde de Formule 1 1984. Elle est pilotée par l'Italien Elio De Angelis et le Britannique Nigel Mansell.

## Historique
La saison 1984 est placée sous le signe d'un changement de réglementation technique qui limite la capacité d'essence embarquée à 220 litres. Gérard Ducarouge conçoit donc une voiture plus petite que la Lotus 94T, mais équipée du même moteur Renault turbocompressé. Cette monoplace marque pour Lotus le début de la « surcharge esthétique » à grand renfort d'ailerons. La 95T est désormais équipée de pneumatiques Goodyear, en remplacement des Pirelli qui n'avaient pas donné satisfaction.
Ces changements sont payants, puisque Mansell et De Angelis se placent régulièrement aux avant-postes, notamment aux essais (une pole position chacun, quatre deuxièmes places et six troisièmes places). Mais la fiabilité n'est pas au rendez-vous et si les Goodyear surclassent sans peine les Pirelli, Michelin fournit le meilleur matériel, ce qui sape le moral de l'équipe. Des discordes apparaissent entre les dirigeants de l'écurie et Nigel Mansell, dont la disgrâce atteint un sommet au Grand Prix de Monaco, lorsqu'il tape le rail alors qu'il était en tête pour la première fois de sa carrière.
Niki Lauda et sa McLaren remportent les deux championnats, la 95T ne parvenant pas à remporter la moindre victoire, ce qui provoquera le départ de Mansell et son remplacement par l'étoile montante Ayrton Senna.

## Résultats en championnat du monde de Formule 1
| Saison | Écurie                 | Moteur         | Pneus    | Pilotes         | Courses | Courses | Courses | Courses | Courses | Courses | Courses | Courses | Courses | Courses | Courses | Courses | Courses | Courses | Courses | Courses | Points inscrits | Classement |
| Saison | Écurie                 | Moteur         | Pneus    | Pilotes         | 1       | 2       | 3       | 4       | 5       | 6       | 7       | 8       | 9       | 10      | 11      | 12      | 13      | 14      | 15      | 16      | Points inscrits | Classement |
| ------ | ---------------------- | -------------- | -------- | --------------- | ------- | ------- | ------- | ------- | ------- | ------- | ------- | ------- | ------- | ------- | ------- | ------- | ------- | ------- | ------- | ------- | --------------- | ---------- |
| 1984   | John Player Team Lotus | Renault E4B V6 | Goodyear |                 | BRA     | AFS     | BEL     | SMR     | FRA     | MON*    | CAN     | DET     | DAL     | GBR     | ALL     | AUT     | P-B     | ITA     | EUR     | POR     | 47              | 3e         |
| 1984   | John Player Team Lotus | Renault E4B V6 | Goodyear | Elio De Angelis | 3e      | 7e      | 5e      | 3e      | 5e      | 5e      | 4e      | 2e      | 3e      | 4e      | Abd.    | Abd.    | 4e      | Abd.    | Abd.    | 5e      | 47              | 3e         |
| 1984   | John Player Team Lotus | Renault E4B V6 | Goodyear | Nigel Mansell   | Abd.    | Abd.    | Abd.    | Abd.    | 3e      | Abd.    | 6e      | Abd.    | 6e      | Abd.    | 4e      | Abd.    | 3e      | Abd.    | Abd.    | Abd.    | 47              | 3e         |

Légende : ici 

* En raison des conditions météorologiques, le Grand Prix de Monaco a été interrompu après 31 tours sur les 77 prévus, ainsi seule la moitié des points a été attribué.